# Otto Norn
Otto Creemers Norn (født 13. december 1915 i Horsens, død 5. december 2004) var en dansk kunsthistoriker og museumsmand.
Han var søn af arkitekt Viggo Norn, blev student i Horsens 1935; mag.art. i kunsthistorie 1942; dr.phil. 1949 og var på studieophold i Frankrig i 1938, i Italien 1950 og siden på talrige studierejser. Han var museumsinspektør ved Nationalmuseets middelaldersamling 1949-68, derefter professor ved Aarhus Universitet indtil 1977, men hele tiden tilknyttet projektet Danmarks Kirker. Dansk arkitekturhistorie og middelalderens billedverden var hovedtemaerne i Norns produktion.
Under orlov var han direktør for Det Danske Institut for Videnskab og Kunst i Rom fra 1957, adjunkt ved Københavns Universitet og dansk gæsteprofessor ved Christian-Albrechts-Universität i Kiel 1967-68; professor i kunsthistorie ved Aarhus Universitet 1968. Medlem af Det kongelige danske Selskab for Fædrelandets Historie, Selskabet for dansk Kulturhistorie, Selskabet til Udgivelse af danske Mindesmærker (sekretær 1949-64), styrelsen i Selskabet for Danmarks Kirkehistorie (1968) og den danske komité for Historikernes internationale Samarbejde. Medlem af byggeudvalget vedr. Koldinghus, 1971. Han blev ridder af Dannebrog i 1966 og fra 1989 af 1. grad.
Han blev gift 28. marts 1942 med Judith N., f. 25. august 1915 på Kofoedgaard ved Klemensker, datter af gårdejer Anker Kure og hustru Thora f. Kofoed.
Norn og hustru blev begravet på Garnisons Kirkegård.

## Udvalgte skriftlige arbejder
- Nicolai Taarn, Arkitektur og Historie (1945)
- Mester Michiels to Breve til Christian II (1948)
- Vor Frelsers Kirke i Horsens (1948)
- Christian III's borge (1949, disputats)
- Bornholms Byer (1952)
- Kronborgs Bastioner (1954)
- Hesselagergaard og Jacob Binck (1961)
- Sønderborg Slot (1963)
- Jydsk granit (1968)
- En købstads industrialisering (1973)
- At se det usynlige. Mysteriekult og ridderidealer (1982)
- Levende sten (1997)